# Ben Hermans
Ben Hermans (Hasselt, 8 de junho de 1986) é um ciclista profissional belga, membro da equipa Israel Cycling Academy.

## Biografia
Ben Hermans ganha em 2004, o título de campeão da Bélgica de contrarrelógio em categoria juniors. Em 2006, termina segundo de ronde de l'Isard d'Ariège, por trás do lituano Ignatas Konovalovas . Em 2007, une-se à equipa Davo. Em 2008, ganha o Circuito de Hainaut e o Grand Prix dês Marbriers. Também consegue levar durante uma etapa o maillot de líder no Tour do Porvenir de 2008. Em 2010, une-se à equipa norte-americana Team RadioShack e ganha a etapa reina da Volta a Bélgica.

## Palmarés
| 2008 - Grande Prêmio de Marbriers - Circuito de Valonia 2010 - 1 etapa da Volta a Bélgica 2011 - 1 troféu da Challenge Volta a Mallorca (Troféu Inca-Inca) - 2º no Campeonato da Bélgica Contrarrelógio 2012 - 2º no Campeonato da Bélgica Contrarrelógio | 2015 - Seta Brabanzona - 1 etapa do Tour de Yorkshire - 1 etapa da Arctic Race de Noruega 2016 - 3º no Campeonato da Bélgica Contrarrelógio 2017 - Tour de Omã, mais 2 etapas - 3º no Campeonato da Bélgica Contrarrelógio |

## Resultados nas grandes voltas e campeonatos do mundo
| Corrida            | 2009 | 2010 | 2011 | 2012 | 2013 | 2014 | 2015 | 2016 | 2017 | 2018 |
| ------------------ | ---- | ---- | ---- | ---- | ---- | ---- | ---- | ---- | ---- | ---- |
| Giro de Itália     | -    | -    | -    | 73º  | -    | 72º  | -    | -    | Ab.  | -    |
| Tour de France     | -    | -    | -    | -    | -    | -    | -    | -    | -    | -    |
| Volta a Espanha    | -    | -    | -    | -    | 61º  | -    | -    | 14º  | -    | -    |
| Mundial em Estrada | -    | -    | -    | -    | -    | 56º  | -    | -    | -    | -    |

-: não participa
Ab.: abandono

## Equipas
- DAVO (2007)
- Topsport Vlaanderen-Mercator (2009)
- Team RadioShack (2010-2011)
- RadioShack (2012-2013)
  - RadioShack-Nissan (2012)
  - RadioShack-Leopard (2013)
- BMC Racing Team (2014-2017)
- Israel Cycling Academy (2018-)